# Wohnout
Wohnout je česká hudební skupina. Tvoří ji bratrská dvojice Jana a Matěje Homolových (oba kytara a zpěv), kteří jsou také autory repertoáru skupiny, baskytarista Jiří Zemánek a bubeník Zdeněk (Fenek) Steiner.
Skupina si dala jméno a fungovala již od roku 1988, kdy se okolo Matěje Homoly zformovala prapůvodní sestava na pražských Vinohradech, ve stejný rok odehrála svůj historicky první koncert v pražských Řeporyjích a stihla během něj odehrát tři písně. Protože dle bratrů Homolových bylo období 1988–1995 fungování kapely „dost chaotické“, vznikla ve své „nové éře“ oficiálně v roce 1996, ale do širšího povědomí se dostala v roce 1998, kdy dělala předkapelu při turné skupiny Lucie, Žlutého psa a americké The Offspring v Praze. Ve stejném roce podepsala skupina smlouvu u Sony Music/Bonton a vydala první desku Cundalla. Následovala alba Zlý noty na večeři (2000), Pedro se vrací (2002), Rande s panem Bendou (2004) a výběr rarit, které se na řadová alba nedostaly, Nevydáno (2005). V roce 2006 na podzim vydala skupina Wohnout své páté studiové album s názvem Polib si dědu, na kterém hostují i členové finské skupiny Waltari. Toto album je zajímavé tím, že nebylo natočeno v klasickém hudebním studiu, ale na samotě u lesa, v bývalém statku, předělaném na pension.
Skupina oslavila v listopadu 2006 koncertem v Průmyslovém paláci na pražském výstavišti svou desetiletou existenci a zároveň pokřtila své album. Na tomto koncertě účinkovali jako hosté mj. skupiny Tři sestry, Vypsaná fiXa, Divokej Bill a další. Záznam koncertu by měl vyjít na DVD. V roce 2007 vydala kapela live album, které se jmenuje Živáček. Na tomto koncertu křtili album Polib si dědu(2006). V roce 2011 vydala skupina CD s názvem Našim klientům. K tomuto CD v roce 2013 vydala DVD Elektronická slepice. Toto DVD dokumentuje nahrávání CD Našim klientům. DVD Bylo nahráno Olegem Homolou (otec Matěje a Honzy Homolových). V roce 2014 skupina vydává desku s názvem Laskonky a Kremrole.
Skupina vsadila na pestré, tvrdé a zároveň melodické kytary, české texty a energické koncerty, tím si brzy získala přízeň posluchačů.[zdroj⁠?!]
V roce 2015 a 2017 vystoupila kapela na rumunském festivalu Banát.
Nejúspěšnější skladbou této skupiny je bezesporu Svaz českých bohémů z alba Našim klientům (2011) publikovaná na YouTube. V roce 2020 dosáhla tato píseň 50 miliónů zhlédnutí, což z ní dělá nejsledovanější český videoklip na této platformě.

## Členové

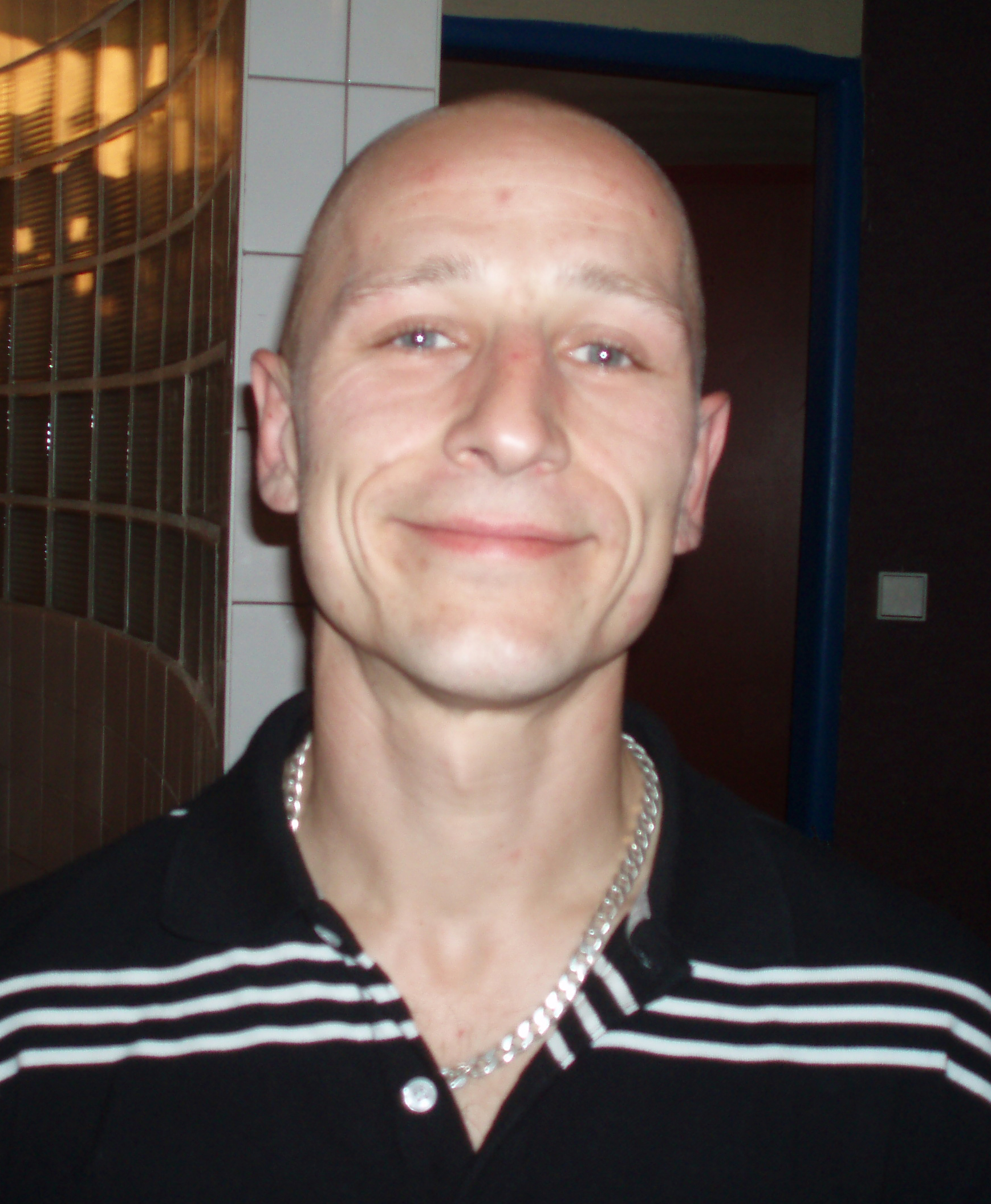
Matěj Homola – kytara a zpěv
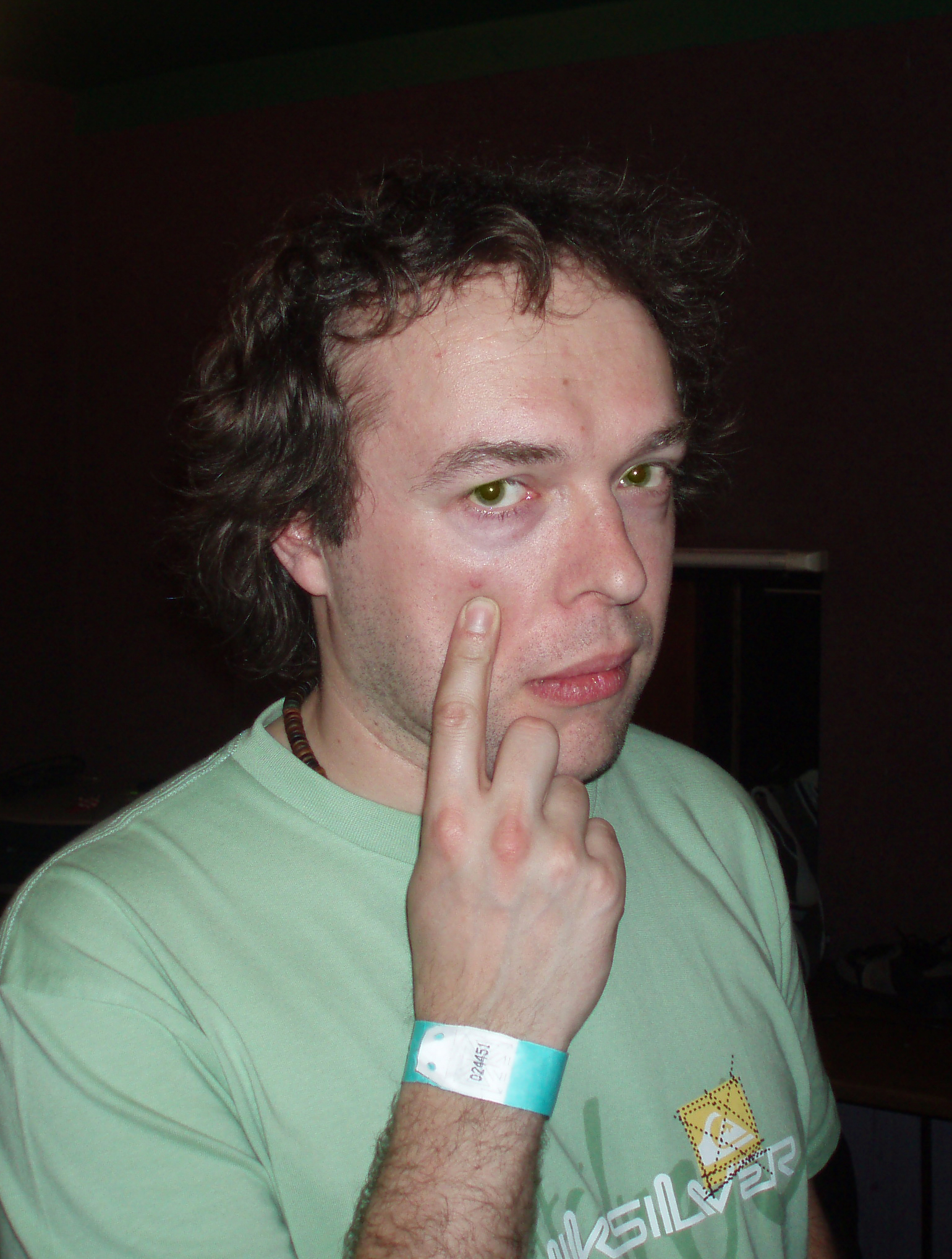
Zdeněk Steiner (Fenek) – bicí
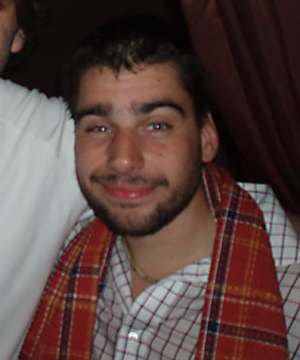
Jiří Zemánek – baskytara,zpěv a alternativní perkuse (například kelímek)
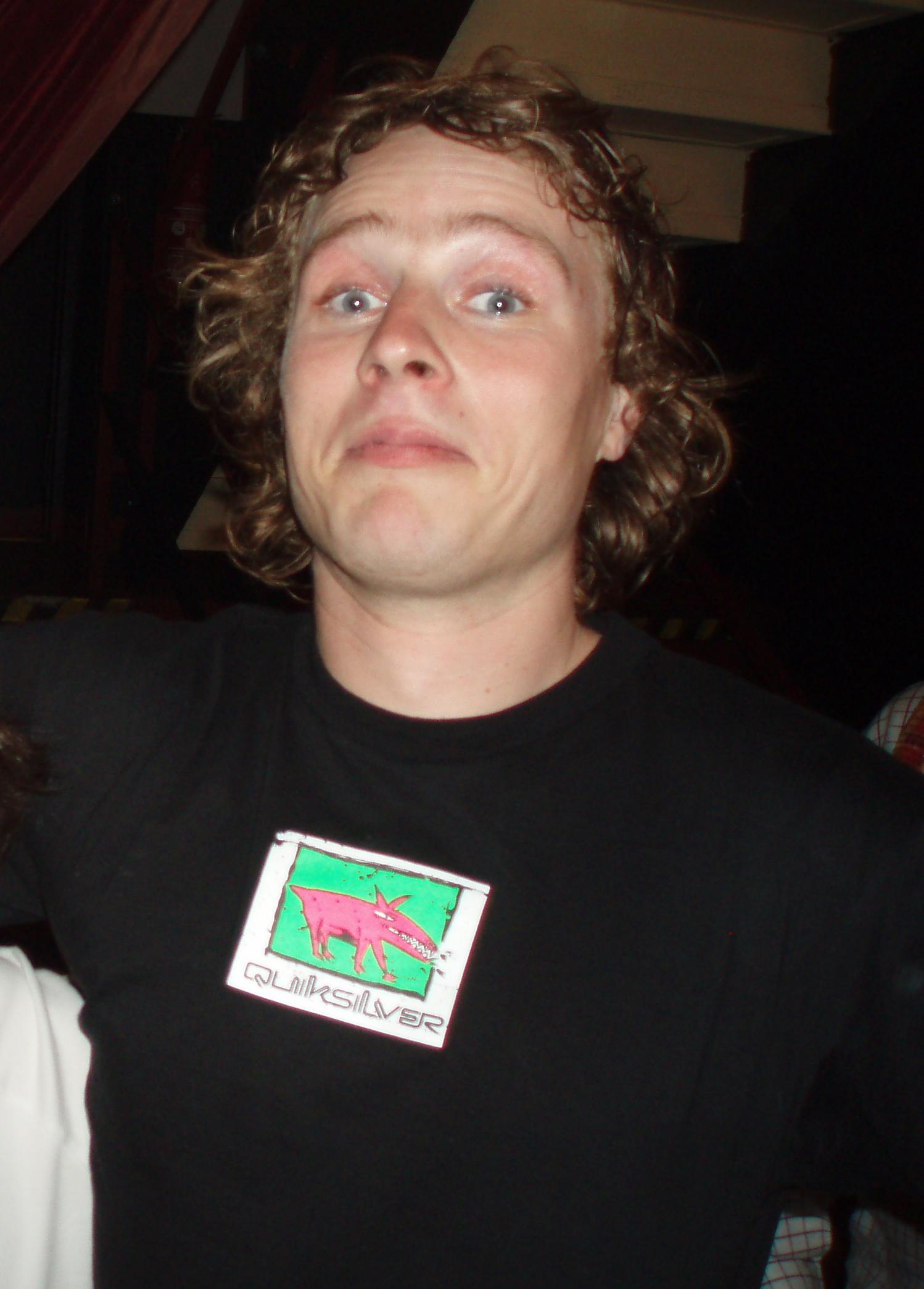
Jan Homola – kytara a zpěv

## Diskografie
- 1999 – Cundalla
- 2000 – Zlý noty na večeři
- 2002 – Pedro se vrací
- 2004 – Rande s panem Bendou
- 2006 – Polib si dědu
- 2007 – Živáček-live
- 2009 – Karton veverek
- 2011 – Našim klientům
- 2014 – Laskonky a kremrole
- 2016 – Sladkých dvacet na Vyžlovce-Live
- 2018 – Miss maringotka
- 2021 – HUH!